# Quận Jewell, Kansas
Quận Jewell là một quận thuộc tiểu bang Kansas, Hoa Kỳ.
Quận này được đặt tên theo Lewis R. Jewell. Theo điều tra dân số của Cục điều tra dân số Hoa Kỳ năm 2000, quận có dân số 3324 người. Quận lỵ đóng ở Mankato.6